# Celestyn (imię)
Celestyn – imię męskie pochodzenia łacińskiego. Wywodzi się od słowa oznaczającego „niebiański”.
Celestyn imieniny obchodzi: 6 kwietnia, 19 maja i 27 lipca.
Żeński odpowiednik: Celestyna

## Odpowiedniki w innych językach
- angielski: Celestine
- esperanto: Celesteno[3]
- francuski: Célestin
- łaciński: Caelestinus
- węgierski: Celesztin
- włoski: Celestino

## Osoby noszące imię Celestyn
- Święty papież Celestyn I
- papież Celestyn II
- Papież Celestyn III
- Papież Celestyn IV
- Święty papież Celestyn V
- antypapież Celestyn II
- Celestyn Czaplic – polityk osiemnastowieczny
- Celestyn Freinet – francuski pedagog
- Célestin Gaombalet – polityk środkowoafrykański
- Celestyn Myślenta – teolog
- Cölestin Nauwerck (1853–1938) – szwajcarski lekarz, patolog
- Tadeusz Celestyn Cieński (1856–1925) – polityk galicyjski, prawnik, ziemianin, hodowca koni
- Krzysztof Celestyn Mrongovius – duchowny ewangelicki
- Stanisław Celestyn Napiórkowski – polski teolog, ksiądz, franciszkanin